# OM Tigrotto
L'OM Tigrotto è un autocarro medio-leggero che fu prodotto dalla Officine Meccaniche (OM) dal 1957 al 1972.
Fu immesso nel mercato per colmare il vuoto esistente nella gamma di casa OM tra il leggero e riuscitissimo Leoncino e il medio denominato Tigre.

## Storia
La OM decise nel 1957 di ampliare la sua gamma di autocarri dotati di nomi "zoologici" con il Tigrotto. Il Tigrotto era molto simile al Leoncino, ma era più lungo e più robusto, concepito per compiti più gravosi. Questo fu prodotto in 4 serie, anche come autopompa, camper e chassis.
Nella serie dei modelli OM richiamanti la zoologia ci sono autocarri con massa a pieno carico che spaziano dalle 3 alle 8 tonnellate. Il Tigrotto si piazzava quindi in cima, con un PTT tra 7,5 e 10 t e una portata utile compresa tra 5 e 6,5 t. Fu sostituito dagli OM 80 - 90 - 100.